# Liste der Spielstätten der National Basketball Association
Die folgende Liste enthält alle Spielstätten der National Basketball Association (NBA) der aktuellen Saison (2020/21).
| Stadion                    | Plätze | Kosten in USD | Eröffnung          | Verein                 | Ort                        |  |
| -------------------------- | ------ | ------------- | ------------------ | ---------------------- | -------------------------- |  |
| TD Garden                  | 19.156 | 160 Mio.      | 30. September 1995 | Boston Celtics         | Boston, Massachusetts      |  |
| Barclays Center            | 17.732 | 1000 Mio.     | 21. September 2012 | Brooklyn Nets          | Brooklyn, New York         |  |
| Madison Square Garden      | 19.812 | 123 Mio.      | 11. Februar 1968   | New York Knicks        | New York City, New York    |  |
| Wells Fargo Center         | 20.478 | 210 Mio.      | 12. August 1996    | Philadelphia 76ers     | Philadelphia, Pennsylvania |  |
| Scotiabank Arena           | 19.800 | 265 Mio. CAD  | 19. Februar 1999   | Toronto Raptors        | Toronto, Ontario           |  |
| United Center              | 20.917 | 175 Mio.      | 18. August 1994    | Chicago Bulls          | Chicago, Illinois          |  |
| Rocket Mortgage FieldHouse | 19.432 | 100 Mio.      | 17. Oktober 1994   | Cleveland Cavaliers    | Cleveland, Ohio            |  |
| Little Caesars Arena       | 20.332 | 862,9 Mio.    | 5. September 2017  | Detroit Pistons        | Detroit, Michigan          |  |
| Gainbridge Fieldhouse      | 17.274 | 183 Mio.      | 6. November 1999   | Indiana Pacers         | Indianapolis, Indiana      |  |
| Fiserv Forum               | 17.385 | 1200 Mio.     | 26. August 2018    | Milwaukee Bucks        | Milwaukee, Wisconsin       |  |
| State Farm Arena           | 16.600 | 213,5 Mio.    | 18. September 1999 | Atlanta Hawks          | Atlanta, Georgia           |  |
| Spectrum Center            | 19.077 | 260 Mio.      | 21. Oktober 2005   | Charlotte Hornets      | Charlotte, North Carolina  |  |
| Kaseya Center              | 19.600 | 213 Mio.      | 31. Dezember 1999  | Miami Heat             | Miami, Florida             |  |
| Amway Center               | 18.846 | 480 Mio.      | 1. Oktober 2010    | Orlando Magic          | Orlando, Florida           |  |
| Capital One Arena          | 20.356 | 260 Mio.      | 2. Dezember 1997   | Washington Wizards     | Washington, D.C.           |  |
| Ball Arena                 | 19.520 | 187 Mio.      | 1. Oktober 1999    | Denver Nuggets         | Denver, Colorado           |  |
| Target Center              | 18.798 | 104 Mio.      | 13. Oktober 1990   | Minnesota Timberwolves | Minneapolis, Minnesota     |  |
| Paycom Center              | 18.203 | 89,2 Mio.     | 8. Juni 2002       | Oklahoma City Thunder  | Oklahoma City, Oklahoma    |  |
| Moda Center                | 19.393 | 262 Mio.      | 12. Oktober 1995   | Portland Trail Blazers | Portland, Oregon           |  |
| Delta Center               | 18.306 | 93 Mio.       | 9. Oktober 1991    | Utah Jazz              | Salt Lake City, Utah       |  |
| Crypto.com Arena           | 19.068 | 375 Mio.      | 17. Oktober 1999   | Los Angeles Clippers   | Los Angeles, California    |  |
| Crypto.com Arena           | 18.997 | 375 Mio.      | 17. Oktober 1999   | Los Angeles Lakers     | Los Angeles, California    |  |
| Footprint Center           | 17.071 | 89 Mio.       | 6. Juni 1992       | Phoenix Suns           | Phoenix, Arizona           |  |
| Golden 1 Center            | 17.608 | 558,2 Mio.    | 30. September 2016 | Sacramento Kings       | Sacramento, California     |  |
| Chase Center               | 18.064 | 1400 Mio.     | 6. September 2019  | Golden State Warriors  | San Francisco, California  |  |
| American Airlines Center   | 19.200 | 420 Mio.      | 17. Juli 2001      | Dallas Mavericks       | Dallas, Texas              |  |
| Toyota Center              | 18.104 | 235 Mio.      | 6. Oktober 2003    | Houston Rockets        | Houston, Texas             |  |
| FedExForum                 | 17.794 | 250 Mio.      | 6. September 2004  | Memphis Grizzlies      | Memphis, Tennessee         |  |
| Smoothie King Center       | 16.867 | 114 Mio.      | 29. Oktober 1999   | New Orleans Pelicans   | New Orleans, Louisiana     |  |
| Frost Bank Center          | 18.418 | 186 Mio.      | 18. Oktober 2002   | San Antonio Spurs      | San Antonio, Texas         |  |